# Gotfrid Plantagenet
Gotfrid (Geoffrey) – poznat i kao Gotfrid V. Lijepi — bio je grof Anjoua i normanski vojvoda te predak engleskih kraljeva Plantageneta. Pripadnik francuske loze, Gotfrid je opisan kao „pristao muškarac”.
„Carica Matilda” – kći Henrika I., kralja Engleza — udala se za Gotfrida. Matilda bijaše Henrikova nasljednica, ali joj je pravo na tron osporavao rođak Stjepan. Uslijedio je građanski rat, „Anarhija”; Matilda nije gubila nadu te je postala „gospodarica Engleza”. Sporazumom je bilo određeno da će Henrik, Gotfridov i Matildin sin, naslijediti Stjepana. Poslije Stjepanove smrti, Henrik je postao kralj Henrik II.; uzeo je matronim „Caričin sin”.
Gotfrid i njegova konkubina imali su sina Hamelina, koji se oženio Izabelom de Warenne.